# Mamadou Keïta
Mamadou Keïta (ur. 20 października 1947 w Bamako, zm. 8 kwietnia 2008) – malijski piłkarz, grający na pozycji bramkarza, trener piłkarski.

## Kariera piłkarska

### Kariera klubowa
Występował w Stade Malien z Bamako.

### Kariera reprezentacyjna
Bronił barw narodowej reprezentacji Mali w rozgrywkach Pucharu Narodów Afryki w 1972 w Yaoundé, gdzie był uznany za najlepszego bramkarza turnieju.

## Kariera trenerska
Trenował kilka iworyjskich klubów (Gonfreville Alliance Club (GAC) z Bouaké, ASC Bouaké, Africa Sports National Abidżan, AS Denguélé z Odienné), malijskich klubów (Stade Malien, AS Biton z Segou) i gabońskich klubów (Jeunesse Athletic Club z Port-Gentil, Club Sport Batavéa (CBS) z Libreville).
W latach 1983–1984 prowadził juniorską reprezentację Mali. W 1993 stał na czele narodowej reprezentacji Mali, z którą pracował do 1997.
Od sierpnia 2004 do lutego 2005 ponownie prowadził reprezentację Mali.
9 kwietnia 2008 Mamadou Keïta zmarł po chorobie.